# Arconte Desconhecido

Árvore genealógica da Casa de Blastímero

Arconte Desconhecido (em latim: непознати архонт; romaniz.: nepoznati arhont; непознати кнез, nepoznati knez), também conhecido como Arconte Sérvio Desconhecido (неименовани српски архонт, neimenovani srpski arhont) ou Arconte Sérvio (архонт Србин, arhont Srbin), é um termo usado para mencionar o príncipe (arconte) que liderou os sérvios de sua terra natal aos Bálcãs durante o reinado do imperador Heráclio (r. 610–641), como citado pelo Sobre a Administração Imperial de Constantino VII (r. 913–959). A obra afirma que foi progenitor da primeira dinastia sérvia e que morreu antes da chegada dos búlgaros em 680.

## Vida
De acordo com Constantino, era filho de um senhor incerto. Em data desconhecida, tornou-se líder com seu irmão, também de nome incerto, e o Arconte decidiu reunir a maioria dos sérvios e pedir a proteção de Heráclio, que recebeu e assentou-os num lugar na província de Salonica que daquele momento em diante foi chamado Sérvia. Algum tempo depois, os sérvios decidiram partir e Heráclio mandou-os embora. Porém, quando cruzaram o Danúbio, mudaram de ideia e pediram ao imperador, através do estratego residente em Belgrado, para reassentá-los.
Heráclio novamente concordou com o pedido e assentou os sérvios nas regiões, à época da escrita de Constantino, ocupadas pela Zaclúmia, Travúnia, Pagânia e a Sérvia propriamente, bem como o país canalita. Segundo o autor, esses países, apesar de pertenceram ao Império Bizantino, estavam desocupados, pois os invasores avares haviam obrigado os bizantinos dessas regiões a se refugiarem na Dalmácia e em Dirráquio. Heráclio então enviou anciões de Roma e batizou os sérvios, ensinando-os a performar os trabalhos de piedade e expondo-os à fé cristã.
O Arconte faleceu em data desconhecida e foi sucedido por seu filho e seus descendentes. O primeiro príncipe de nome certo foi Venceslau (final do século VIII). Alguns autores defendem que Dervano, o líder surbo de 631/632, seria filho do Arconte Desconhecido.